# Tshokkavärri
Tshokkavärri är en kulle i Finland. Den ligger i Utsjoki kommun i landskapet Lappland, i den norra delen av landet, 1 100 km norr om huvudstaden Helsingfors. Toppen på Tshokkavärri är 293 meter över havet, eller 53 meter över den omgivande terrängen. Bredden vid basen är 0,92 km.
Terrängen runt Tshokkavärri är platt.  Trakten runt Tshokkavärri är nära nog obefolkad, med mindre än två invånare per kvadratkilometer. Närmaste större samhälle är Utsjoki by, 17,0 km nordväst om Tshokkavärri. Omgivningarna runt Tshokkavärri är i huvudsak ett öppet busklandskap.